# Folwarskie Turnie

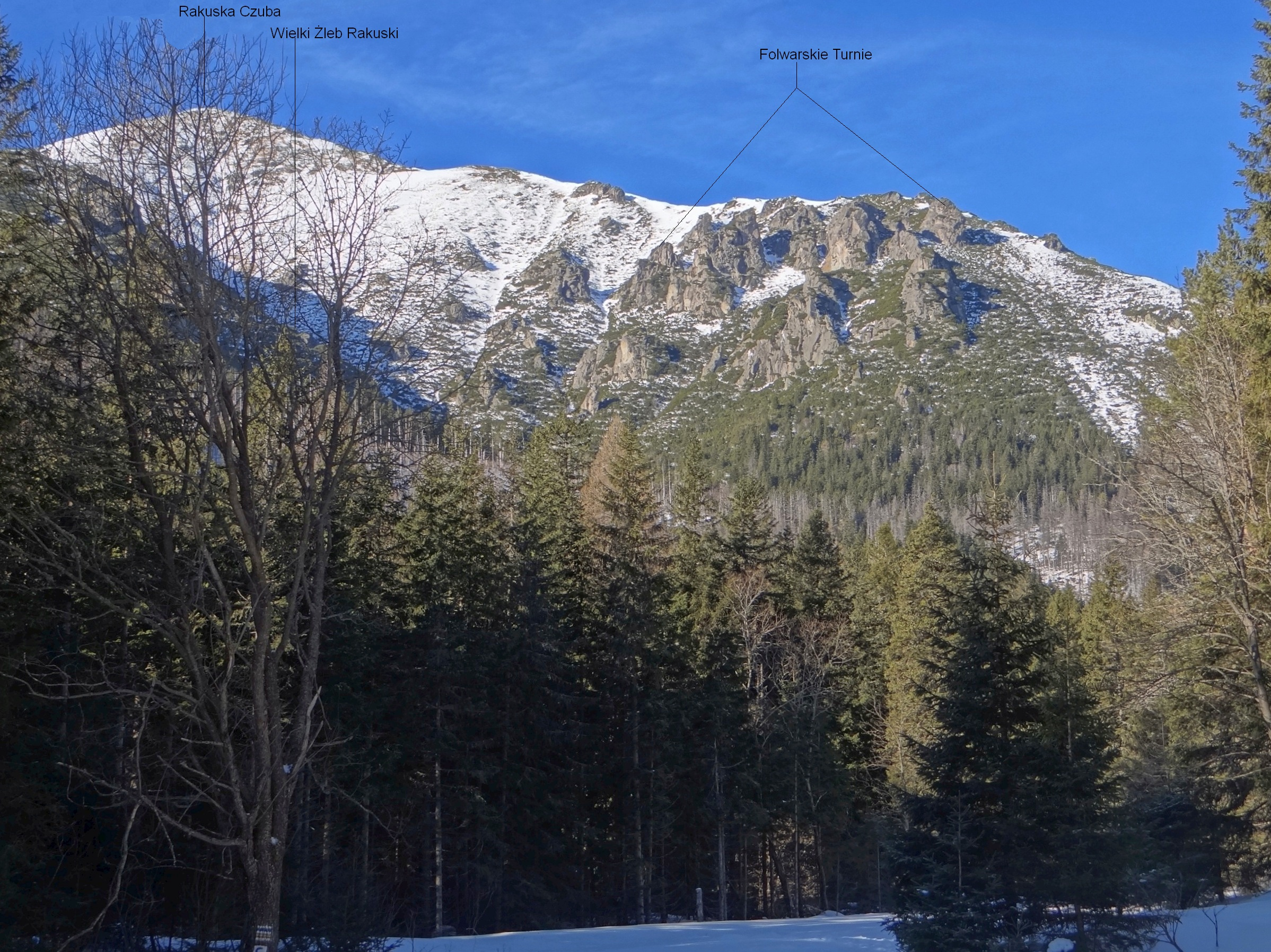
Widok na Folwarską Grań od wschodu

Folwarskie Turnie (słow. Folvarské Turne) – grupa turni w Folwarskiej Grani (Folvarský hrebeň) w Tatrach Słowackich. Znajdują się na jej południowym zboczu opadającym do Wielkiego Rakuskiego Żlebu. Zbocze to nosi nazwę Rakuskiego Upłazu. Jest bezleśne, porośnięte kosodrzewiną i trawą. Po wschodniej stronie tych turni w Folwarską Grań wcina się podwójny żleb  zwanym Dwojakiem Folwarskim.
Nazwa Folwarskich Turni i wszystkich innych obiektów w Folwarskiej Grani pochodzi od spiskiej miejscowości Folwarki (od 1948 nosi ona nazwę Stráne pod Tatrami. Folwarskie Turnie są widoczne ze szlaku turystycznego wiodącego Doliną Kieżmarską. Na przeciwległym zboczu Wielkiego Żlebu Raksuskiego (w Rakuskiej Grani) znajdują się Rakuskie Turnie.